# アイザック・ルーカス
アイザック・ルーカス（Isaac Lucas、1999年2月11日 - ）は、ジャパンラグビーリーグワンリコーブラックラムズ東京に所属するラグビーユニオン選手。

## プロフィール
- オーストラリア出身。
- ポジションはスタンドオフ(SO)、センター(CTB)、フルバック(FB)。
- 身長 179 cm、体重 84 kg
- 兄のベン・マットもラグビー選手[1]。
- U20オーストラリア代表に選ばれたことがある[2]。

## 略歴
ブリスベンシティー、レッズを経て、2020年、リコーブラックラムズ(現・リコーブラックラムズ東京)に加入。
2021年2月20日にジャパンラグビートップリーグ第1節パナソニック ワイルドナイツ戦に先発出場で日本での公式戦初出場を果たす。

## 受賞歴

### ジャパンラグビーリーグワン
- 2022リーグワンベスト15(SO)
- 2023-24リーグワンベスト15(FB)

## テレビ出演
- Black LOVEz（2022年1月3日、TOKYO MX）[5]